# Beijerska huset, Stockholm

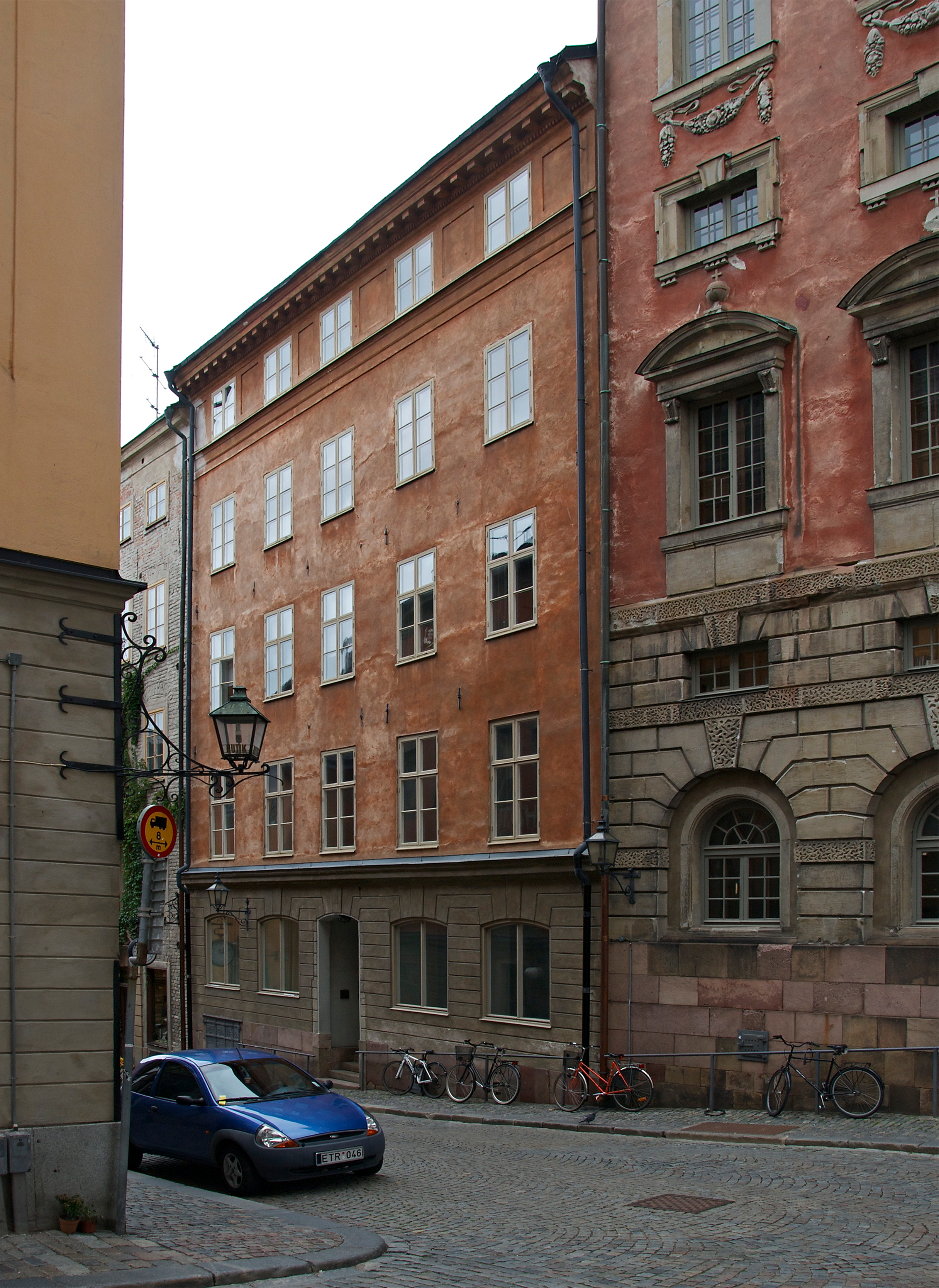
Beijerska huset 2011.

Beijerska huset är en byggnad på Storkyrkobrinken 4 i Gamla stan, Stockholm, uppfört av generalpostmästare Johan von Beijer någon gång mellan 1642 och 1669.

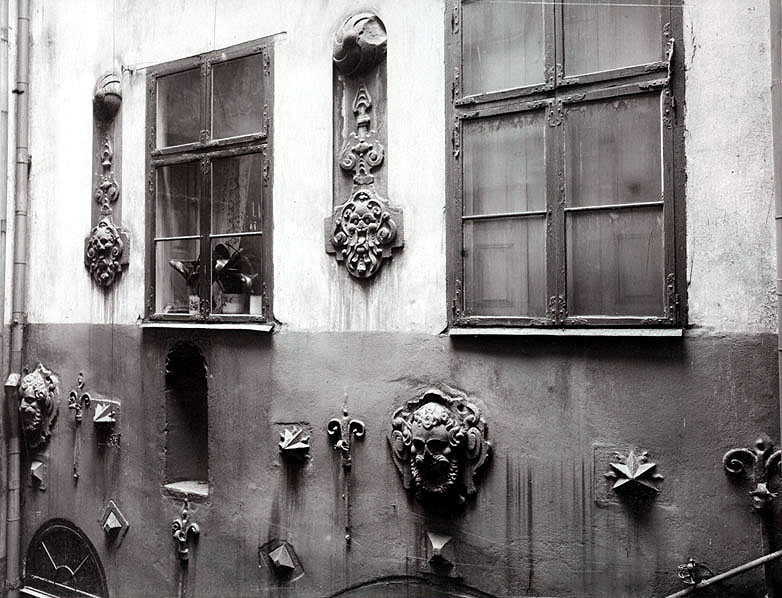
Ornament på gårdsfasaden, 1902

Beijerska huset anses vara det enda borgarhuset i Stockholm med bevarad gårdsmiljö från 1600-talet. Under 1700- och 1800-talen bytte huset funktion från postkontor till ett för sin tid typiskt bostadshus. 1918 köpte staten Beijerska huset, vilket då förbands med det intilliggande Oxenstiernska palatset. Byggnaden förvaltas av Statens fastighetsverk, och är ett statligt byggnadsminne sedan 1949.